# Росуљарке
Росуљарке (лат. Droseraceae) је породица скривеносеменица из реда Caryophyllales, која обухвата три савремена рода инсективорних биљака. Ареал породице је космополитски.

## Опис[2]
Биљке ове фамилије су вишегодишње и зељасте, већином без главног корена. Поједине врсте су водене флотантне, као што је водена ступица. Листови су наизменични, често сакупњени у розете на дну стабла. Цветови су двополни, актиноморфни, са двојним цветним омотачем. Плод је чаура, семена су вретенастог облика.